# Marathon van Houston 2012
De marathon van Houston 2012 (ook wel Chevron Houston) vond plaats op zondag 15 januari 2012. Het was de 40e editie van deze marathon.
Bij de mannen won de Ethiopiër Tariku Jufar de wedstrijd in 2:06.51. Zijn landgenote Alemitu Abera was de eerste aankomende vrouw met een tijd van 2:23.14. Beiden verbeterden het parcoursrecord.
In totaal finishten er 7637 marathonlopers, waarvan 2798 vrouwen.

## Uitslagen

### Mannen
| rang   | naam                   | land | tijd    |
| ------ | ---------------------- | ---- | ------- |
| Goud   | Tariku Jufar           | ETH  | 2:06.51 |
| Zilver | Debebe Tolossa         | ETH  | 2:07.41 |
| Brons  | Demssew Tsega          | ETH  | 2:11.13 |
| 4      | Shawn Forrest          | AUS  | 2:14.37 |
| 5      | Leonardo Tr Camargo    | BOL  | 2:18.10 |
| 6      | Simon Bairu            | CAN  | 2:19.52 |
| 7      | Samuel Kosgei          | KEN  | 2:21.05 |
| 8      | Vasileios Pouliopoulos | GRE  | 2:21.44 |
| 9      | Jonnatan Morales       | MEX  | 2:23.16 |
| 10     | José Munoz             | ECU  | 2:25.21 |

### Vrouwen
| rang   | naam                | land | tijd    |
| ------ | ------------------- | ---- | ------- |
| Goud   | Alemitu Abera       | ETH  | 2:23.14 |
| Zilver | Benita Willis       | AUS  | 2:28.24 |
| Brons  | Yihunlish Delelecha | ETH  | 2:31.19 |
| 4      | Ava Hutchinson      | IRL  | 2:35.33 |
| 5      | Zsofia Erdelyi      | HUN  | 2:36.56 |
| 6      | Nuța Olaru          | ROU  | 2:37.37 |
| 7      | Holly Rush          | GBR  | 2:37.38 |
| 8      | Gladys Ganiel       | IRL  | 2:40.56 |
| 9      | Shawna McClain      | USA  | 2:47.54 |
| 10     | Ana Johnson         | USA  | 2:48.06 |

1972 ·
1973 ·
1974  ·
1975 ·
1976 ·
1977 ·
1978 ·
1979 ·
1980 ·
1981 ·
1982 ·
1983 ·
1984 ·
1985 ·
1986 ·
1987 ·
1988 ·
1989 ·
1990 ·
1991 ·
1992 ·
1993 ·
1994 ·
1995 ·
1996 ·
1997 ·
1998 ·
1999 ·
2000 ·
2001 ·
2002 ·
2003 ·
2004 ·
2005 ·
2006 ·
2007 ·
2008 ·
2009 ·
2010 ·
2011 ·
2012 ·
2013 ·
2014 ·
2015 ·
2016 ·
2017